# Michel Demuth
Michel Demuth (n. 17 iulie 1939, Lyon, Rhône⁠(d), Franța – d. 30 septembrie 2006, Paris, Île-de-France, Franța) a fost un scriitor francez, editor și traducător de literatură științifico-fantastică, mai ales epopee spațială. A publicat și sub pseudonimul Jean-Michel Ferrer. A primit Grand Prix de la science-fiction française în 1977 și Prix du Lundi în 2007.

## Biografie
S-a născut la 17 iulie 1939 la Lyon. După studii economice neterminate, Demuth  are diferite funcții mărunte în diverse instituții. Din 1967 intră în presa de profil SF. Debutează ca scriitor SF în aprilie 1958 în revista Satellite, urmează povestiri în Satellite și în Fiction.
Între 1958 - 1968, a scris romane și nuvele de science fiction. Ulterior, s-a dedicat activității editoriale. Este, de asemenea, cunoscut pentru traducerea mai multor romane din Seria Dune. În 1967 este ales secretar de redacție la Fiction.
În 1970, preia postul lui Alain Dorémieux de redactor-șef al revistei Alfred Hitchcock și Galaxie, funcție pe care a deținut-o până în 1972 și, respectiv, 1977.
Din 1972 până în 1977, este  director al colecției Anti-mondes, editată de OPTA. Apoi, din 1977 până în 1981, a condus cu Jean-Baptiste Baronian prima colecție științifico-fantastică Le Livre de poche. A fost director al editurii Edition du Masque.
A câștigat în 1977 Grand Prix de la science-fiction française  pentru ciclu său de romane Les Galaxiales (Galaxialele). Acestea cuprind diverse episoade ale istoriei viitoare a omenirii, din 2000 până într-un viitor îndepărtat, prima încercare de acest fel în literatura franceză.
Cu excepția unui mini-roman Cheia stelelor (La Clé des étoiles)  nu a publicat decât culegeri de nuvele: Galaxiale (Les Galaxiales) și Anii metalici (Les Années métalliques).

## Lucrări scrise
Colecții
- Les Galaxiales, tome 1 (1976)
- Les Galaxiales, tome 2 (1979)
- Les Années métalliques (1977)
- La Clé des étoiles (1977)

Benzi desenate
- cu Philippe Druillet: La Saga d'Elric le nécromancien (1971)
- cu Philippe Druillet: Yragaël ou la Fin des temps (1974)

Povestiri scurte
- Marginal II (1958)
- Le retour de Yerkov (1958)
- La troisième puissance (1959)
- Niralia (1959)
- Dynastie (1959)
- Translateur (1959)
- Mnémonique (1959)
- Les années métalliques (1959)
- Les climats (1959)
- Fonction (1959)
- La clé des étoiles (1960)
- La ville entrevue (1960)
- F comme laboratoire (1960)
- La pluie de l'après-midi (1960)
- Projet Information (1961)
- La route de Driegho (1961)
- …qui revient d'une longue chasse (1962)
- L'automne incendié (1962)
- Les huit fontaines (1963)
- Lune de feu (1963)
- L'homme de l'été (1963)
- La bataille d'Ophiuchus (1964)
- Les jardins de Ménastrée (1964)
- ca Jean-Michel Ferrer: …en beauté (1964)
- À l'est du Cygne (1964)
- Céphéide (1964)
- Le jour de justice (1964)
- Nocturne pour démons (1964)
- ca Jean-Michel Ferrer: …et jeune à nouveau (1964)
- L'empereur, le servile et l'enfer (1964)
- ca Jean-Michel Ferrer: Fin de contact (1965)
- ca Jean-Michel Ferrer: Une vie alternative (1965)
- Miracle d'une nuit d'été (1965) only appeared as:
- ca Jean-Michel Ferrer: Blanchitude (1965)
- Le monde terne de Sébastien Suche (1965)
- ca Jean-Michel Ferrer: Trêve en 2090 (1967)
- ca Jean-Michel Ferrer: Intervention sur Halme (1967)
- ca Jean-Michel Ferrer: Journal d'un ambassadeur malheureux (1967)
- ca Jean-Michel Ferrer: Yargla (1969)
- ca Jean-Michel Ferrer: Décennat (1969)
- Sur le monde penché… (1975)
- Aux tortues (1977)
- L'hymne au défenseur (1977)
- Mon doux central (1977)
- Trauma-blues (1977)
- Sigmaringen (1982)
- Exit on Passeig de Gracia (1999)
- A Mélodie pour toujours (2002)
- Dans le ressac électromagnétique (2002)
- Sous le portail de l'ange (2002)
- The Fullerton incident (2003)
- Jérôme et la nymphette (2007)
- Yragaël ou la fin des temps (2007)

## Legături externe
- Michel Demuth la isfdb.org

## Vezi și
- Listă de scriitori francezi